# Commerveil
Commerveil est une commune française, située dans le département de la Sarthe en région Pays de la Loire, peuplée de 138 habitants.
La commune fait partie de la province historique du Maine, et se situe dans le Saosnois.

## Géographie
| Pizieux                            | Saint-Rémy-des-Monts   | Saint-Rémy-des-Monts   |
| Pizieux                            | Commerveil             | Saint-Vincent-des-Prés |
| Saint-Calez-en-Saosnois, Monhoudou | Saint-Vincent-des-Prés | Saint-Vincent-des-Prés |

### Climat
Pour des articles plus généraux, voir Climat des Pays de la Loire et Climat de la Sarthe.
En 2010, le climat de la commune est de type climat océanique dégradé des plaines du Centre et du Nord, selon une étude du CNRS s'appuyant sur une série de données couvrant la période 1971-2000. En 2020, Météo-France publie une typologie des climats de la France métropolitaine dans laquelle la commune est exposée à un climat océanique altéré et est dans la région climatique  Normandie (Cotentin, Orne), caractérisée par une pluviométrie relativement élevée (850 mm/a) et un été frais (15,5 °C) et venté. 
Pour la période 1971-2000, la température annuelle moyenne est de 10,9 °C, avec une amplitude thermique annuelle de 14,3 °C. Le cumul annuel moyen de précipitations est de 707 mm, avec 11,9 jours de précipitations en janvier et 7,3 jours en juillet. Pour la période 1991-2020, la température moyenne annuelle observée sur la station météorologique installée sur la commune est de 11,9 °C et le cumul annuel moyen de précipitations est de 712,2 mm,. Pour l'avenir, les paramètres climatiques de la commune estimés pour 2050 selon différents scénarios d'émission de gaz à effet de serre sont consultables sur un site dédié publié par Météo-France en novembre 2022.
| Mois                                  | jan.           | fév.           | mars          | avril         | mai           | juin          | jui.          | août          | sep.          | oct.          | nov.          | déc.           | année      |
| ------------------------------------- | -------------- | -------------- | ------------- | ------------- | ------------- | ------------- | ------------- | ------------- | ------------- | ------------- | ------------- | -------------- | ---------- |
| Température minimale moyenne (°C)     | 2,1            | 2              | 3,9           | 5,7           | 8,7           | 12,2          | 13,5          | 13,3          | 11            | 8,5           | 5,6           | 2,7            | 7,4        |
| Température moyenne (°C)              | 4,7            | 5,5            | 8,1           | 11            | 14            | 17,3          | 19,4          | 19,1          | 16,4          | 12,6          | 8,6           | 5,5            | 11,9       |
| Température maximale moyenne (°C)     | 7,4            | 8,9            | 12,4          | 16,3          | 19,4          | 22,5          | 25,4          | 24,9          | 21,8          | 16,6          | 11,6          | 8,4            | 16,3       |
| Record de froid (°C) date du record   | −13,1 08.01.10 | −11,9 12.02.12 | −7,6 13.03.13 | −3,9 07.04.21 | −0,8 06.05.19 | 2,5 01.06.11  | 5,5 30.07.15  | 5 21.08.14    | 2,2 30.09.21  | −2,1 21.10.10 | −5,4 30.11.10 | −10,4 19.12.09 | −13,1 2010 |
| Record de chaleur (°C) date du record | 14,8 16.01.20  | 21,7 27.02.19  | 24,8 31.03.21 | 28,3 20.04.18 | 29,5 15.05.22 | 36,8 18.06.22 | 40,3 25.07.19 | 37,5 07.08.20 | 34,4 14.09.20 | 28,9 02.10.23 | 22,6 01.11.15 | 15,4 30.12.22  | 40,3 2019  |
| Précipitations (mm)                   | 63,4           | 51             | 58,3          | 50,5          | 64,8          | 69,2          | 35,3          | 60,6          | 40,6          | 68,6          | 72,3          | 77,6           | 712,2      |

## Urbanisme

### Typologie
Au 1er janvier 2024, Commerveil est catégorisée commune rurale à habitat très dispersé, selon la nouvelle grille communale de densité à sept niveaux définie par l'Insee en 2022.
Elle est située hors unité urbaine. Par ailleurs la commune fait partie de l'aire d'attraction de Mamers, dont elle est une commune de la couronne,. Cette aire, qui regroupe 21 communes, est catégorisée dans les aires de moins de 50 000 habitants,.

### Occupation des sols
L'occupation des sols de la commune, telle qu'elle ressort de la base de données européenne d’occupation biophysique des sols Corine Land Cover (CLC), est marquée par l'importance des territoires agricoles (100 % en 2018), une proportion identique à celle de 1990 (100 %). La répartition détaillée en 2018 est la suivante : 
terres arables (100 %). L'évolution de l’occupation des sols de la commune et de ses infrastructures peut être observée sur les différentes représentations cartographiques du territoire : la carte de Cassini (XVIIIe siècle), la carte d'état-major (1820-1866) et les cartes ou photos aériennes de l'IGN pour la période actuelle (1950 à aujourd'hui).

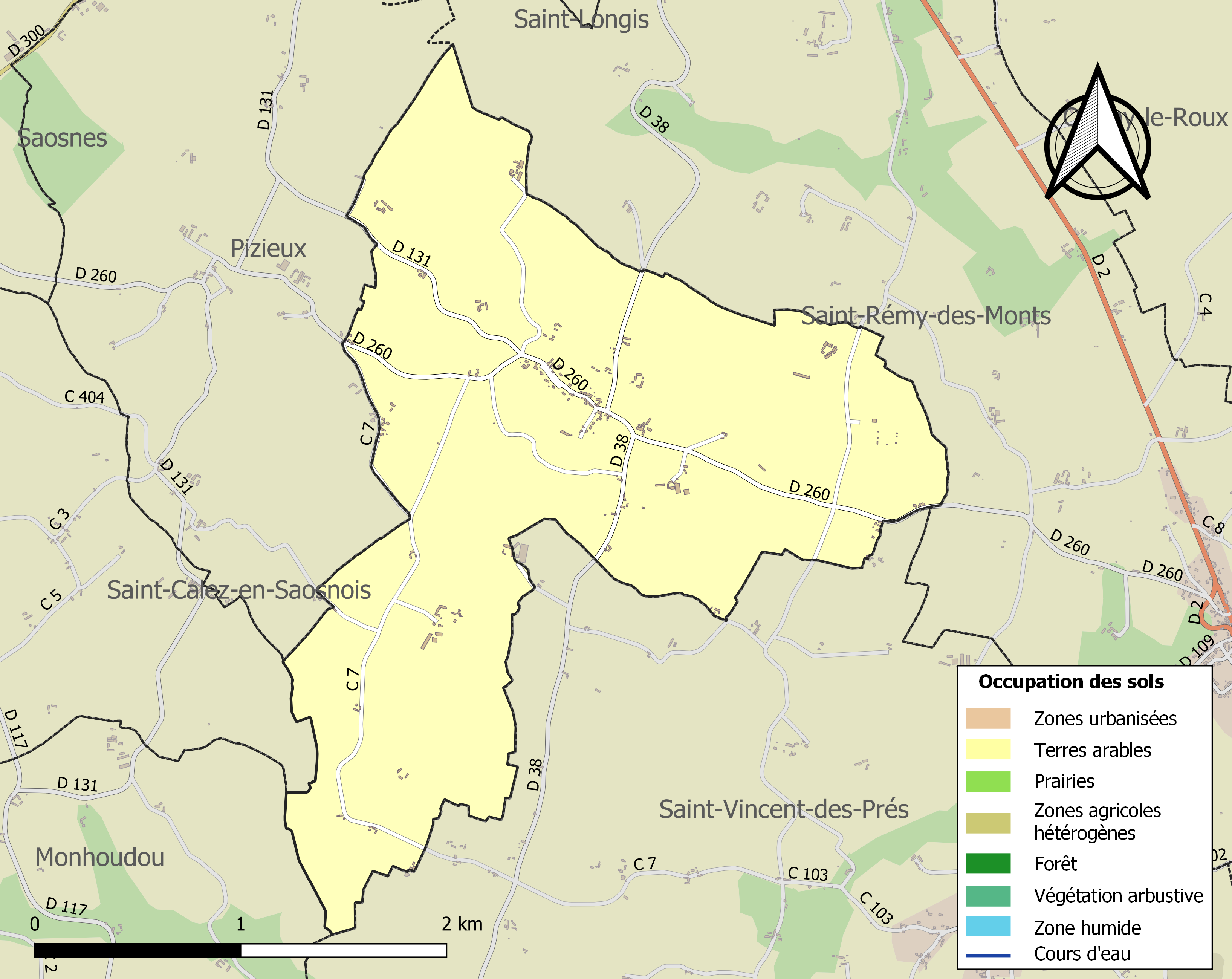
Carte des infrastructures et de l'occupation des sols de la commune en 2018 (CLC).

## Toponymie
Le nom de la localité est attesté sous la forme latinisée Curia mirabili en 1225
Le premier élément Co- représente la forme contractée de l'ancien français cort, curt « cour de ferme → ferme ». Le nom commun est issu du gallo-roman CORTE qui procède lui même de l'accusatif cortem ou de curtis, contraction bas latine de cohors. Dans les mottes féodales, ancêtres de nos châteaux-forts, il y avait le plus souvent une « haute-cour » où vivaient le seigneur et sa garde, et une « basse-cour » où habitaient les paysans et leur cheptel, et seul ce dernier terme est resté en français moderne. D’ailleurs, Commerviel possède un lieu-dit dénommé « La Butte » qui n’est autre qu’une ancienne motte féodale dont on voit encore très bien la haute et la basse cour.
Quant au second élement -merveil, il peut se traduire par « merveilleux » ou « extraordinaire ». Le toponyme doit donc signifier « cour merveilleuse » au sens d'une motte féodale extraordinaire par sa taille et/ou par la vue qu’elle offrait sur les environs .
Le gentilé est Commerveillais.

## Politique et administration
| Période                                  | Période   | Identité             | Étiquette | Qualité                                                                 |
| ---------------------------------------- | --------- | -------------------- | --------- | ----------------------------------------------------------------------- |
| (maire en 1981)                          |           | Alphonse Labelle     |           |                                                                         |
| ?                                        | mars 2001 | Claude Pelletier     |           |                                                                         |
| mars 2001                                | mars 2014 | Jean-Pierre Chauveau | UMP       | Sénateur (2004-2014) conseiller général du Canton de Mamers (1985-2015) |
| mars 2014                                | En cours  | Christian Chedhomme  | DVD       | Agriculteur                                                             |
| Les données manquantes sont à compléter. |           |                      |           |                                                                         |

Le conseil municipal est composé de onze membres dont le maire et deux adjoints.

## Démographie
L'évolution du nombre d'habitants est connue à travers les recensements de la population effectués dans la commune depuis 1793. Pour les communes de moins de 10 000 habitants, une enquête de recensement portant sur toute la population est réalisée tous les cinq ans, les populations de référence des années intermédiaires étant quant à elles estimées par interpolation ou extrapolation. Pour la commune, le premier recensement exhaustif entrant dans le cadre du nouveau dispositif a été réalisé en 2005.
En 2022, la commune comptait 138 habitants, en évolution de +2,99 % par rapport à 2016 (Sarthe : −0,25 %, France hors Mayotte : +2,11 %).
Commerveil a compté jusqu'à 447 habitants en 1841.
| 1793 | 1800 | 1806 | 1821 | 1831 | 1836 | 1841 | 1846 | 1851 |
| ---- | ---- | ---- | ---- | ---- | ---- | ---- | ---- | ---- |
| 305  | 294  | 354  | 411  | 425  | 428  | 447  | 445  | 436  |

| 1856 | 1861 | 1866 | 1872 | 1876 | 1881 | 1886 | 1891 | 1896 |
| ---- | ---- | ---- | ---- | ---- | ---- | ---- | ---- | ---- |
| 391  | 379  | 386  | 356  | 343  | 285  | 275  | 261  | 262  |

| 1901 | 1906 | 1911 | 1921 | 1926 | 1931 | 1936 | 1946 | 1954 |
| ---- | ---- | ---- | ---- | ---- | ---- | ---- | ---- | ---- |
| 245  | 236  | 245  | 213  | 204  | 195  | 199  | 167  | 199  |

| 1962 | 1968 | 1975 | 1982 | 1990 | 1999 | 2005 | 2006 | 2010 |
| ---- | ---- | ---- | ---- | ---- | ---- | ---- | ---- | ---- |
| 190  | 165  | 144  | 113  | 134  | 129  | 132  | 132  | 125  |

| 2015 | 2020 | 2022 | - | - | - | - | - | - |
| ---- | ---- | ---- | - | - | - | - | - | - |
| 132  | 138  | 138  | - | - | - | - | - | - |

## Lieux et monuments

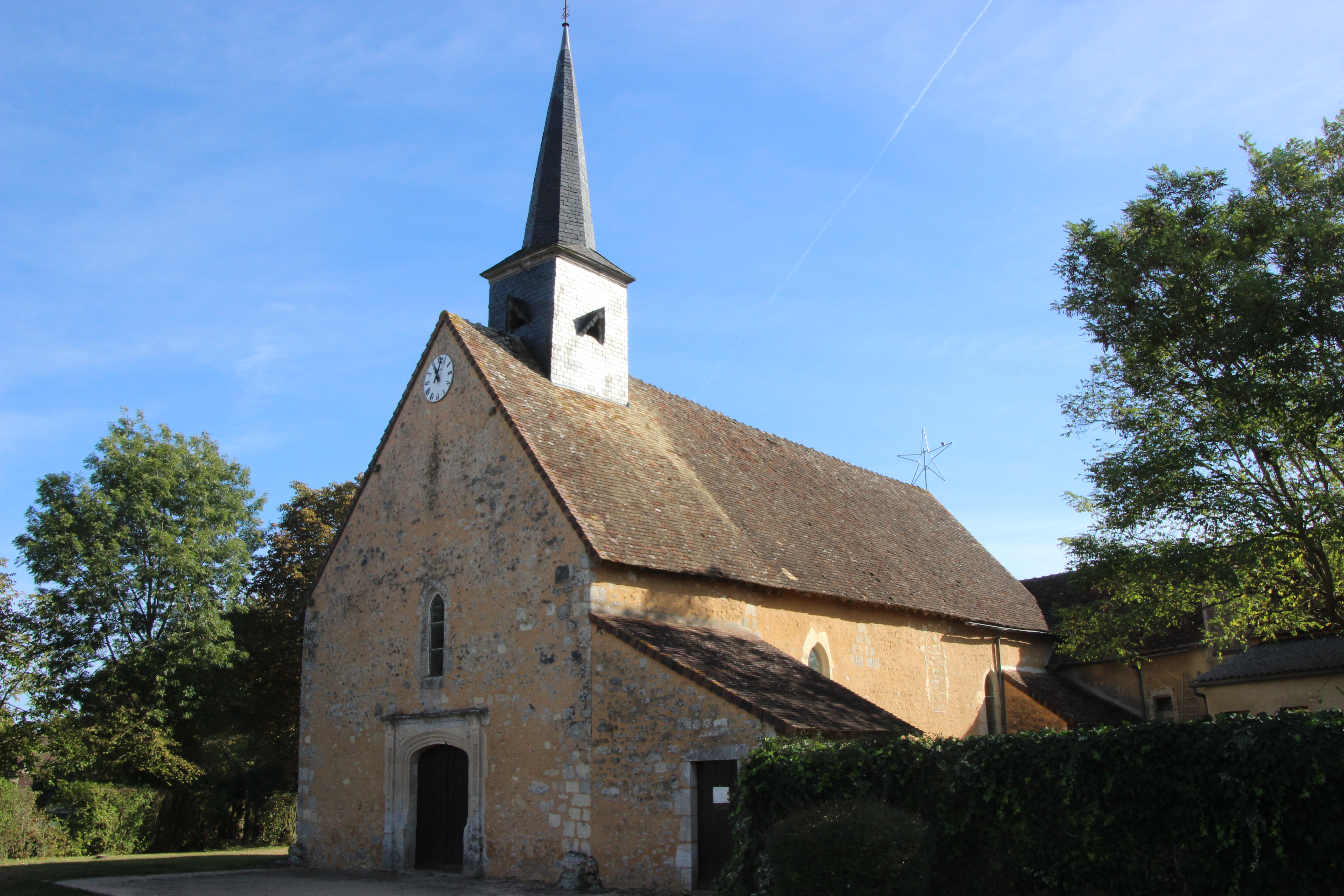
Église Sainte-Marie-Madeleine.
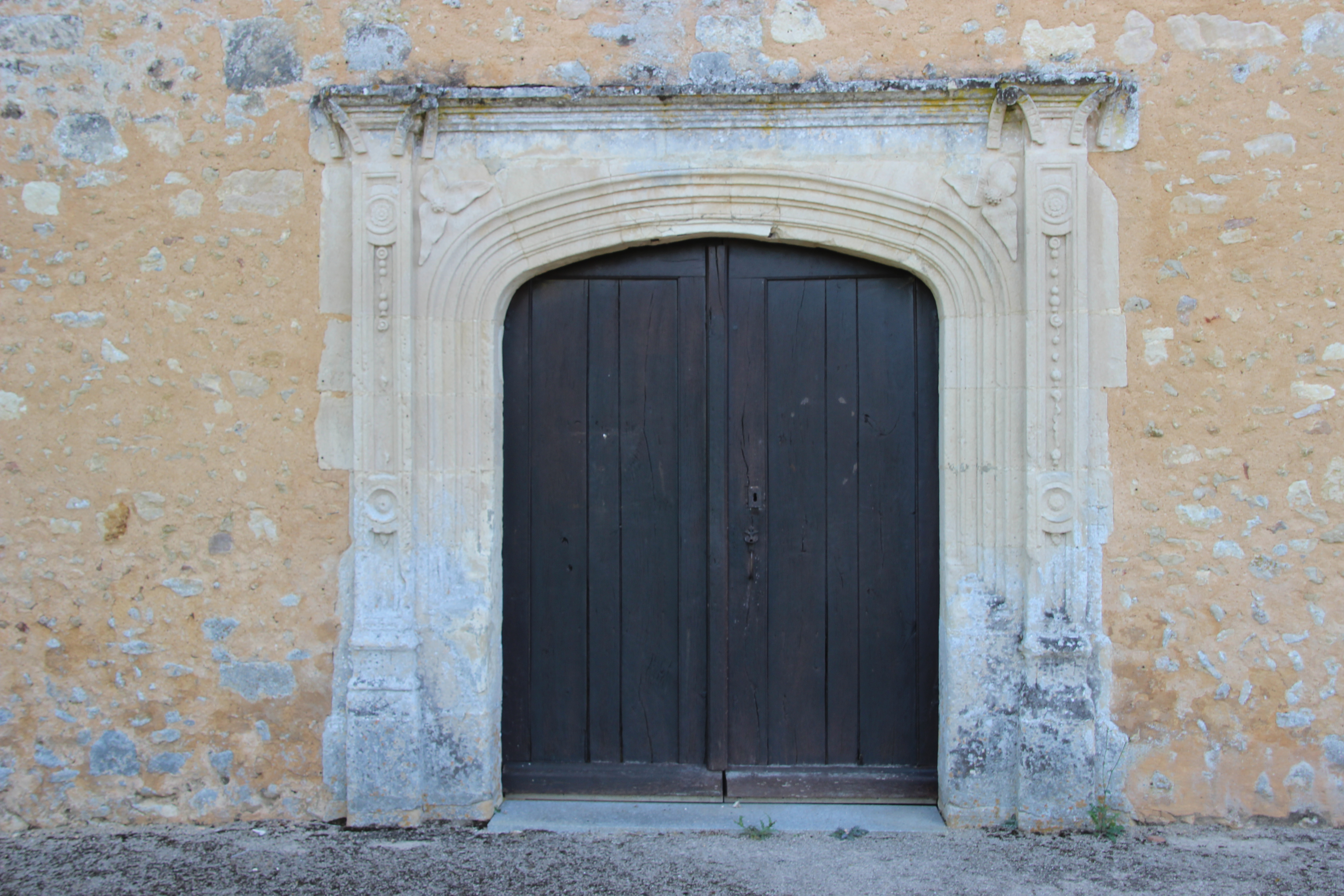
Portail de l'église.
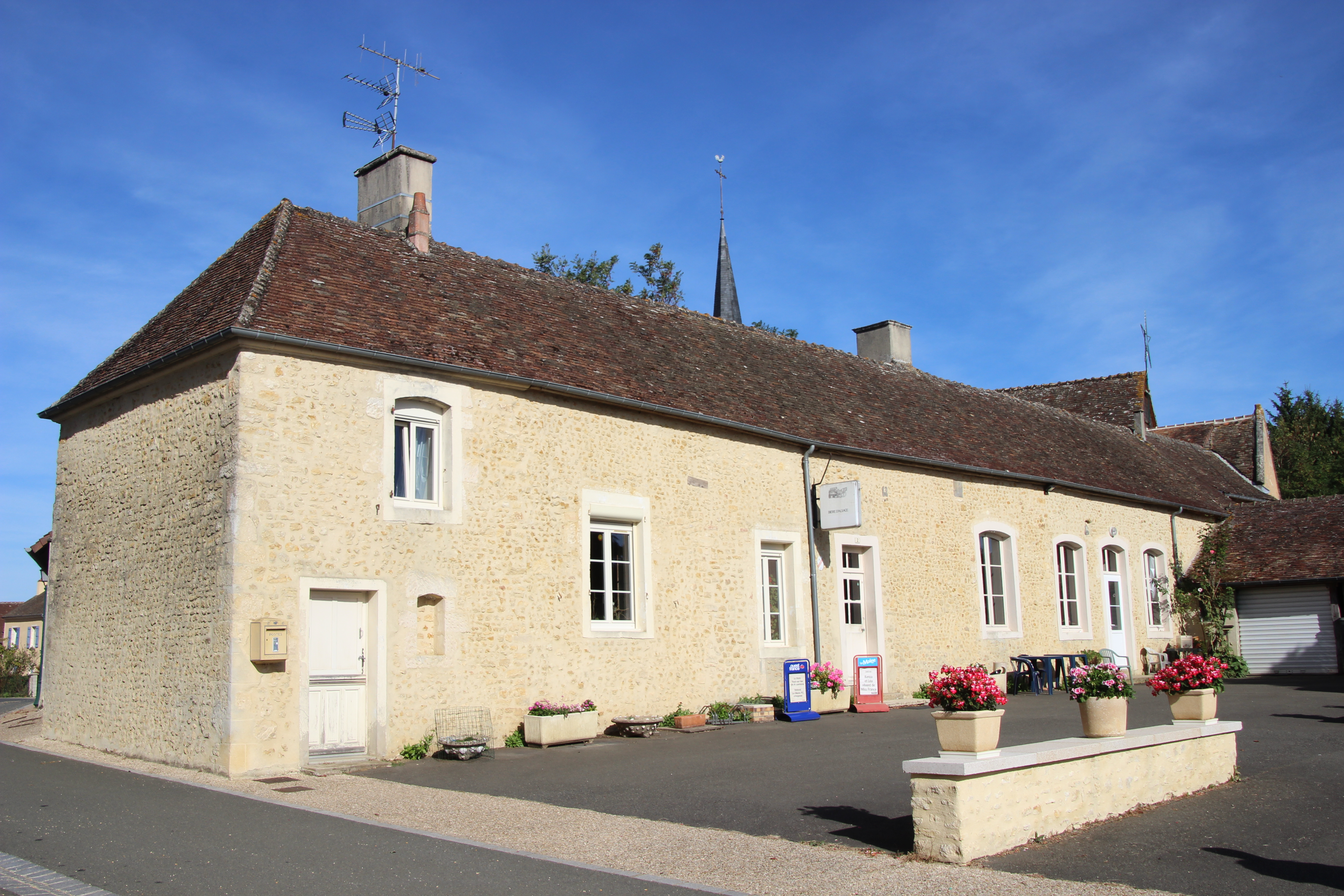
Vue du village.

- Église Sainte-Marie-Madeleine des XIe, XIIe et XIXe siècles avec sa voûte lambrissée. Le retable du maître-autel de 1667 représente l'Assomption de la Vierge. Deux statues, une Vierge à l'Enfant et sainte Anne, sont placées entre les colonnes supportant la corniche. Toutes ces œuvres, ainsi que deux autres ensembles autels-retables, sont classées à titre d'objets aux Monuments historiques[23],[24].
- Presbytère des XVIIIe et XIXe siècles.

## Activité et manifestations
- Fête communale le 15 août.
- Club d'ULM.

## Personnalités liées
- Jean-Pierre Chauveau (né en 1942), sénateur de 2004 à 2005, maire de Commerveil depuis 2001.